# 森公高
森 公高（もり きみたか、1957年〈昭和32年〉6月30日 - ）は、日本の公認会計士。
日本公認会計士協会会長、あずさ監査法人理事、同パートナーなどを歴任。

## 人物
慶應義塾大学経済学部在学中に公認会計士を志し、後に合格。大学卒業後、新和監査法人公認会計士事務所（現有限責任あずさ監査法人）に入所。2001年、日本公認会計士協会常務理事に就任。2010年、日本公認会計士協会副会長に就任。2013年3月19日、日本公認会計士協会会長に選出された。
ほかに、財務会計基準機構評議員や文部科学省学校法人設置審議会臨時委員・金融庁金融審議会専門委員・日本銀行金融機構局審理会委員などの要職を歴任した。

## 略歴
- 1979年（昭和54年）- 公認会計士第二次試験合格 [2]
- 1980年（昭和55年）
  - 3月 - 慶應義塾大学経済学部卒業[2]
  - 4月 - 新和監査法人（現 有限責任あずさ監査法人）入所[5]
- 1983年（昭和58年）- 公認会計士登録[2]
- 2000年（平成12年）- 有限責任あずさ監査法人代表社員[5]
- 2004年（平成16年）- 有限責任あずさ監査法人金融本部長[5]
- 2006年（平成18年）- 有限責任あずさ監査法人本部理事[5]
- 2011年（平成23年）- 有限責任あずさ監査法人　KPMGファイナンシャルサービス・ジャパン・チェアマン[5]
- 2013年（平成25年）
  - 森公認会計士事務所設立
  - 日本公認会計士協会会長[5]
- 2016年（平成28年）- 日本公認会計士協会相談役[5]
- 2017年（平成29年）- 三井物産株式会社社外監査役[5]